# Cryptarcha undata
Cryptarcha undata är en skalbaggsart som först beskrevs av Olivier 1790.  Cryptarcha undata ingår i släktet Cryptarcha, och familjen glansbaggar. Enligt den finländska rödlistan är arten sårbar i Finland. Arten är reproducerande i Sverige. Artens livsmiljö är naturlundskogar.